# Рапапорт, Матильда
Мати́льда Рапапо́рт (швед. Matilda Rapaport; 29 января 1986 года, Стокгольм, Швеция — 18 июля 2016 года, Сантьяго, Чили) — шведская горнолыжница, выступавшая во фри-райде, победительница Скандинавского чемпионата по спуску с гор (англ. Scandinavian Big Mountain Championships) 2011 года и Freeride World Tour 2013 года в Вербье, Швейцария. В 2016 году занимала 4-ю позицию в рейтинге фрирайд-лыжниц Freeride World Tour.

## Биография
Родилась 29 января 1986 года в Стокгольме. Фамилия Рапапорт была образована путем слияния фамилий двух коэн-семейств ашкеназских евреев в 1565 году в Италии. С детства Матильда увлекалась катанием на лыжах, занималась в местном клубе, во время своего отпуска родителя возили её с братьями и сёстрами в Оре, район горнолыжного катания, где проводились чемпионаты мира по горнолыжному спорту. В 15 лет Матильда перебралась в Ерпене, где имеются более длинные трассы для тренировок, там она познакомилась со своим будущим мужем Маттиасом Харгином. В 20 лет Рапапорт вернулась в Стокгольм, где продолжила свое образование в Стокгольмской школе экономики. В 2008 году Матильда подала заявку на обменный семестр в Санкт-Галлен, Швейцария, чтобы быть поближе к Альпам. Заявка была одобрена и в январе 2009 Рапапорт переехала, правда, вместо одного весеннего семестра она прожила в Санкт-Галлене 4 года. Матильда решила остаться в Швейцарии и переехала в альпийский Энгельберг. 
Несколько лет принимала участие в стартах квалификационной серии Freeride World Tour, нацелившись на мировой тур. После трёх лет работы в управлении курорта Энгельберга (Ski Lodge Engelberg), Матильда решила начать свой собственный бизнес и с осени 2012 года управляла независимым PR и маркетинговым союзом, сосредоточив внимание на индустрии туризма.    
Снималась в документальных фильмах о горнолыжном спорте «PURE: A Shades of Winter Movie», «Shades of Winter: Between», её фотография была на обложке журнала «Women's Health».
14 июля 2016 года в Фарельонесе во время съёмок промо-ролика для компьютерного симулятора «Steep» компании «Ubisoft» Матильда попала в аварию, вызванную лавиной. Рапапорт была доставлена в больницу в Сантьяго, где вечером 18 июля умерла не выходя из комы в присутствии матери и мужа.

## Семья
Матильда была племянницей шведской актрисы Александры Рапапорт. С 25 апреля 2016 года Матильда была замужем за шведским горнолыжником, трёхкратным призёром чемпионатов мира в командных соревнованиях Маттиасом Харгином. Сестра Матильды — Хелена (род. 1994) также является горнолыжницей.